# Дик Марти
Дик Марти  (итал. Dick Marty; Соренго, 7. јануар 1945 — Фескођа, 28. децембар 2023) био је швајцарски политичар и бивши државни тужилац кантона Тичино. Био је члан Савета кантона Швајцарске од 1995. године, као и члан парламента Савета Европе.
Докторирао је право на универзитету у Нешателу.
Дана 14. децембра 2010. Марти је, уз помоћ српске владе, поднео извештај о нехуманом третману људи као и о трговини људских органа на Косову коју је организовао Хашим Тачи.
Иако му је енглеско име и презиме, Марти је италијанског етницитета, а говорио је искључиво француски језик.
У својим седамдесетим годинама претрпео је тежак мождани удар после којег се дуго опорављао.
Дик Марти је био ожењен и имао је три ћерке.